# Conrad Steinmann
Conrad Steinmann (Rapperswil, 1951) is een Zwitsers blokfluitist en aulosspeler.

## Levensloop
Steinmann leerde blokfluit bij Hans-Martin Linde aan de Schola Cantorum Basiliensis.
In 1972 won hij het eerste internationaal concours voor oude blaas- en strijkinstrumenten in het kader van het MAfestival Brugge.
Van 1975 tot 1982 doceerde hij aan de Musikakademie in Zürich en vanaf 1982 aan de Schola Cantorum in Basel. In 1991 werd hem de Kunstpreis van de Ernst-Stiftung in Winterthur toegekend.
Steinmann concerteerde in gans Europa en in Moskou, Japan, het Midden-Oosten en Australië. Hij trad vooral op met "Ensemble 415", met London Baroque en met het blokfluitensemble "diferencias".  Hij stichtte en organiseerde Internationale Blokfluitdagen.
Als aulosspeler zette hij zich in voor de herwaardering van de muziek uit het Antieke Griekenland. Hij werd hierin ondersteund door de Stavros Niarchos Stichting. Zijn intense samenwerking met instrumentenbouwer Paul J. Reichlin resulteerde in het reconstrueren van instrumenten waarmee hij muziek uit de 5e en 6e eeuw v.Chr. kon tot leven brengen. Met zijn ensemble Melpomen heeft hij drie programma's gerealiseerd:
- Melpomen,
- Olympionikais of Pindarus' Oden voor de slotceremonie van de Olympische Spelen in Athene in 2004,
- Sappho en haar tijd.

Steinmann heeft een uitgebreide discografie, onder meer met de blokfluitconcerto's van Antonio Vivaldi. Daarnaast werden ook zijn uitvoeringen op aulosfluit opgenomen.